# Bibiane Schoofs
Bibiane Schoofs (Rhenen, 13 maggio 1988) è una tennista olandese.

## Biografia
Dal 2014 al 2016, periodo del suo matrimonio, si è fatta chiamare Bibiane Weijers, avendo assunto il cognome del marito. Dopo il divorzio ha ripreso il cognome di nascita.
Nel ranking WTA ha raggiunto in singolo la sua migliore posizione l'11 giugno 2002 (numero 142). Il 6 novembre 2023 ha raggiunto la sua migliore posizione, al nr. 77.
In Fed Cup ha disputato sedici incontri con la squadra olandese, vincendone 6 e perdendone 10.

## Statistiche WTA

### Doppio

#### Vittorie (3)
| Legenda               | Legenda      |
| --------------------- | ------------ |
| Grande Slam (0)       |              |
| Ori Olimpici (0)      |              |
| WTA Finals (0)        |              |
| WTA Elite Trophy (0)  |              |
| Dal 2009 al 2020      | Dal 2021     |
| Premier Mandatory (0) | WTA 1000 (0) |
| Premier 5 (0)         | WTA 1000 (0) |
| Premier (0)           | WTA 500 (0)  |
| International (1)     | WTA 250 (2)  |

| N. | Data            | Torneo                                  | Superficie  | Compagna       | Avversarie in finale              | Punteggio   |
| 1. | 7 gennaio 2018  | ASB Classic, Auckland                   | Cemento     | Sara Errani    | Eri Hozumi Miyu Katō              | 7-5, 6-1    |
| 2. | 5 febbraio 2023 | Open 6ème Sens Métropole de Lyon, Lione | Cemento (i) | Cristina Bucșa | Olga Danilović Aleksandra Panova  | 7-6(5), 6-3 |
| 3. | 16 giugno 2024  | Libéma Open, 's-Hertogenbosch           | Erba        | Ingrid Neel    | Tereza Mihalíková Olivia Nicholls | 7-6(6), 6-3 |

#### Sconfitte (3)
| Legenda               | Legenda      |
| --------------------- | ------------ |
| Grande Slam (0)       |              |
| Argenti Olimpici (0)  |              |
| WTA Finals (0)        |              |
| WTA Elite Trophy (0)  |              |
| Dal 2009 al 2020      | Dal 2021     |
| Premier Mandatory (0) | WTA 1000 (0) |
| Premier 5 (0)         | WTA 1000 (0) |
| Premier (0)           | WTA 500 (0)  |
| International (2)     | WTA 250 (1)  |

| N. | Data           | Torneo                                  | Superficie  | Compagna                  | Avversarie in finale             | Punteggio |
| 1. | 16 giugno 2019 | Libéma Open, 's-Hertogenbosch           | Erba        | Lesley Kerkhove           | Aleksandra Krunić Shūko Aoyama   | 5-7, 3-6  |
| 2. | 8 marzo 2020   | Open 6ème Sens Métropole de Lyon, Lione | Cemento (i) | Lesley Pattinama Kerkhove | Laura Ioana Paar Julia Wachaczyk | 5-7, 4-6  |
| 3. | 3 marzo 2024   | ATX Open, Austin                        | Cemento     | Katarzyna Kawa            | Olivia Gadecki Olivia Nicholls   | 2-6, 4-6  |

## Circuito WTA 125

### Doppio

#### Vittorie (2)
| N. | Data             | Torneo                            | Superficie  | Compagna           | Avversarie in finale              | Punteggio        |
| 1. | 26 novembre 2017 | WTA Mumbai Open, Mumbai           | Cemento     | Victoria Rodríguez | Irina Chromačëva Dalila Jakupovič | 7-5, 3-6, [10-7] |
| 2. | 6 maggio 2023    | Open 35 de Saint-Malo, Saint-Malo | Terra rossa | Greet Minnen       | Eri Hozumi Ulrikke Eikeri         | 7-6(7), 7-6(3)   |

#### Sconfitte (1)
| N. | Data            | Torneo                  | Superficie | Compagna         | Avversarie in finale                   | Punteggio   |
| 1. | 4 novembre 2018 | WTA Mumbai Open, Mumbai | Cemento    | Barbora Štefková | Natela Dzalamidze Veronika Kudermetova | 4-6, 6(4)-7 |

## Statistiche ITF

### Singolare

#### Vittorie (8)
| Torneo $100.000 (0) |
| Torneo $80.000 (0)  |
| Torneo $75.000 (0)  |
| Torneo $60.000 (0)  |
| Torneo $50.000 (0)  |
| Torneo $40.000 (0)  |
| Torneo $25.000 (3)  |
| Torneo $15.000 (0)  |
| Torneo $10.000 (5)  |

| N. | Data             | Torneo                                   | Superficie    | Avversaria       | Punteggio        |
| 1. | 29 agosto 2010   | Twents Open, Enschede                    | Terra rossa   | Nicola Geuer     | 6-1, 6-2         |
| 2. | 13 marzo 2011    | Tennis Organisation, Adalia              | Terra rossa   | Daniëlle Harmsen | 6-0, 4-6, 6-3    |
| 3. | 19 giugno 2011   | Open GDF SUEZ Montpellier, Montpellier   | Terra rossa   | Leticia Costas   | 6-4, 6-4         |
| 4. | 3 luglio 2011    | Thermphos Challenger Zeeland, Middelburg | Terra rossa   | Lesley Kerkhove  | 7-6(4), 6-1      |
| 5. | 20 aprile 2014   | Tennis Organisation, Adalia              | Cemento       | Sandra Honigová  | 6-0, 6-3         |
| 6. | 12 luglio 2015   | Amstelveen Future Tournament, Amstelveen | Terra rossa   | Karen Barbat     | 6-4, 3-6, 6-1    |
| 7. | 10 luglio 2016   | Amstelveen Future Tournament, Amstelveen | Terra rossa   | Arianne Hartono  | 6(4)-7, 6-4, 6-3 |
| 8. | 19 febbraio 2017 | Altenkirchen Ladies Open, Altenkirchen   | Sintetico (i) | Quirine Lemoine  | 7-5, 7-5         |

#### Sconfitte (11)
| Torneo $100.000 (0) |
| Torneo $80.000 (0)  |
| Torneo $75.000 (0)  |
| Torneo $60.000 (1)  |
| Torneo $50.000 (0)  |
| Torneo $40.000 (0)  |
| Torneo $25.000 (6)  |
| Torneo $15.000 (1)  |
| Torneo $10.000 (3)  |

| N.  | Data             | Torneo                                            | Superficie    | Avversaria         | Punteggio     |
| 1.  | 24 marzo 2008    | ITF Women's Circuit Il Cairo, Il Cairo            | Terra rossa   | Katarzyna Piter    | 1-6, 3-6      |
| 2.  | 10 maggio 2008   | AEGON Pro Series Edinburgh, Edimburgo             | Terra rossa   | Marcella Koek      | 1–6, 6–4, 3–6 |
| 3.  | 17 luglio 2011   | Zwevegem Ladies Open, Zwevegem                    | Terra rossa   | Mihaela Buzărnescu | 6-3, 2-6, 4-6 |
| 4.  | 28 agosto 2011   | Synot Tip Open, Praga                             | Terra rossa   | Jana Čepelová      | 6(6)-7, 4-6   |
| 5.  | 12 agosto 2012   | Flanders Ladies Trophy Koksijde, Koksijde         | Terra rossa   | Annika Beck        | 1-6, 1-6      |
| 6.  | 30 marzo 2014    | Tennis Organisation, Adalia                       | Cemento       | Denisa Allertová   | 4-6, 3-6      |
| 7.  | 5 febbraio 2017  | Aegon GB Pro-Series Glasgow, Glasgow              | Cemento (i)   | Petra Krejsová     | 6–2, 5–7, 4–6 |
| 8.  | 13 agosto 2017   | Flanders Ladies Trophy Koksijde, Koksijde         | Terra rossa   | Isabelle Wallace   | 6-4, 4-6, 3-6 |
| 9.  | 1º febbraio 2017 | Open GDF SUEZ Clermont-Ferrand, Clermont-Ferrand  | Cemento (i)   | Vera Lapko         | 4-6, 4-6      |
| 10. | 29 ottobre 2017  | Challenger Banque Nationale de Saguenay, Saguenay | Cemento (i)   | Gréta Arn          | 1-6, 2-6      |
| 11. | 1º marzo 2020    | Altenkirchen Ladies Open, Altenkirchen            | Sintetico (i) | Eva Lys            | 2-6, 4-6      |

### Doppio

#### Vittorie (23)
| Torneo $100.000 (1) |
| Torneo $80.000 (1)  |
| Torneo $75.000 (0)  |
| Torneo $60.000 (1)  |
| Torneo $50.000 (0)  |
| Torneo $40.000 (0)  |
| Torneo $25.000 (13) |
| Torneo $15.000 (0)  |
| Torneo $10.000 (7)  |

| N.  | Data              | Torneo                                            | Superficie      | Compagna                   | Avversarie in finale                    | Punteggio           |
| 1.  | 15 ottobre 2005   | ITF Women's Circuit Tucuman, Provincia di Tucumán | Terra rossa     | Agustina Lepore            | Lucía Jara Lozano Denise Kirbijikian    | 6-1, 7-5            |
| 2.  | 6 maggio 2006     | AEGON Pro Series Bournemouth, Bournemouth         | Terra rossa     | Marrit Boonstra            | Maja Gaverova Anastasija Poltorac'kaja  | 6-4, 1-6, 6-4       |
| 3.  | 22 settembre 2007 | Open GDF SUEZ Région Limousin, Limoges            | Cemento (i)     | Stella Menna               | Adeline Goncalves Gracia Radovanovic    | 6-4, 6-1            |
| 4.  | 8 dicembre 2007   | Copa Occindetal Miramar, L'Avana                  | Cemento         | Monika Krauze              | Yamile Fors Guerra Yanet Núñez Mojarena | 6-4, 6-4            |
| 5.  | 17 agosto 2008    | Reinert Open, Versmold                            | Terra rossa     | Samantha Schoeffel         | Nicola Geuer Laura Haberkorn            | 4-6, 7-6(5), [10-5] |
| 6.  | 8 novembre 2008   | Open du Havre, Le Havre                           | Terra rossa (i) | Samantha Schoeffel         | Ana Bezjak Neda Kozic                   | 6-3, 6-1            |
| 7.  | 11 settembre 2010 | TEAN International, Alphen aan den Rijn           | Terra rossa     | Daniëlle Harmsen           | Ksenija Lykina Irena Pavlović           | 6-3, 6-2            |
| 8.  | 12 marzo 2011     | Tennis Organisation, Adalia                       | Terra rossa     | Daniëlle Harmsen           | Eugenija Paškova Marija Žarkova         | 6-3, 7-5            |
| 9.  | 29 settembre 2012 | Open GDF SUEZ Clermont-Ferrand, Clermont-Ferrand  | Cemento (i)     | Diāna Marcinkēviča         | Samantha Murray Jade Windley            | 6-3, 6-0            |
| 10. | 8 luglio 2017     | Thermphos Challenger Zeeland, Middelburg          | Terra rossa     | Valentini Grammatikopoulou | Naiktha Bains Dasha Ivanova             | 6(8)-7, 7-5, [10-5] |
| 11. | 30 luglio 2017    | BMW AHG Cup, Horb am Neckar                       | Terra rossa     | Lesley Kerkhove            | Ágnes Bukta Isabella Shinikova          | 7-5, 6-3            |
| 12. | 11 agosto 2017    | Flanders Ladies Trophy Koksijde, Koksijde         | Terra rossa     | Ankita Raina               | Marie Benoît Magali Kempen              | 3-6, 6-3, [11-9]    |
| 13. | 27 gennaio 2018   | Open GDF SUEZ 42, Andrézieux-Bouthéon             | Cemento (i)     | Ysaline Bonaventure        | Camilla Rosatello Kimberley Zimmermann  | 4-6, 7-5, [10-7]    |
| 14. | 10 febbraio 2018  | AEGON Pro Series Loughborough, Loughborough       | Cemento (i)     | Michaëlla Krajicek         | Tara Moore Conny Perrin                 | 6(5)-7, 6-1, [10-6] |
| 15. | 14 aprile 2018    | Forte Village International Tournament, Pula      | Terra rossa     | Chantal Škamlová           | Chiara Scholl Jelena Simić              | 6-2, 3-6, [10-7]    |
| 16. | 20 ottobre 2018   | Open GDF Suez de Touraine, Joué-lès-Tours         | Cemento (i)     | Magdalena Fręch            | Miriam Kolodziejová Jesika Malecková    | 5-7, 6-2, [10-3]    |
| 17. | 2 marzo 2019      | Open GDF SUEZ de la Ville de Macon, Mâcon         | Cemento (i)     | Lesley Kerkhove            | Claudia Giovine Angelica Moratelli      | 6-2, 6-4            |
| 18. | 1º febbraio 2020  | ITF Pro Circuit Nonthaburi, Nonthaburi            | Cemento         | Ankita Raina               | Supapitch Kuearum Mananchaya Sawangkaew | 6-4, 6-2            |
| 19. | 8 febbraio 2020   | ITF Pro Circuit Nonthaburi, Nonthaburi            | Cemento         | Ankita Raina               | Miyabi Inoue Kang Jiaqi                 | 6-2, 3-6, [10-7]    |
| 20. | 13 febbraio 2021  | Ilana Kloss International, Potchefstroom          | Cemento         | Lesley Pattinama Kerkhove  | Naomi Broady Eden Silva                 | 4–6, 6–3, [10–6]    |
| 21. | 29 ottobre 2021   | Republican Girls, Istanbul                        | Cemento (i)     | Jasmijn Gimbrère           | Maja Chwalińska Miriam Kolodziejová     | 6-2, 6-4            |
| 22. | 9 settembre 2023  | Ando Securities Open, Tokyo                       | Cemento         | Jessika Ponchet            | Alicia Barnett Olivia Nicholls          | 4-6, 6-1, [10-7]    |
| 23. | 29 ottobre 2023   | Internationaux Féminins de la Vienne, Poitiers    | Cemento (i)     | Jessika Ponchet            | Ekaterina Maklakova Elena Pridankina    | 7-5, 6-4            |

#### Sconfitte (20)
| Torneo $100.000 (0) |
| Torneo $80.000 (1)  |
| Torneo $75.000 (0)  |
| Torneo $60.000 (3)  |
| Torneo $50.000 (0)  |
| Torneo $40.000 (0)  |
| Torneo $25.000 (7)  |
| Torneo $15.000 (0)  |
| Torneo $10.000 (9)  |

| N.  | Data              | Torneo                                           | Superficie      | Compagna               | Avversarie in finale                   | Punteggio              |
| 1.  | 5 marzo 2005      | Ciudad de Las Palmas, Las Palmas de Gran Canaria | Cemento         | Laura Vallverdu-Zaira  | Petra Cetkovská Katia Sabate           | 7–6(5), 3–6, 1–6       |
| 2.  | 7 maggio 2005     | AEGON Pro Series Edinburgh, Edimburgo            | Terra rossa     | Leonie Mekel           | Rebecca Llewellyn Melanie South        | 0–6, 6–3, 3–6          |
| 3.  | 10 novembre 2007  | Open du Havre, Le Havre                          | Terra rossa (i) | Anna Savic'kaja        | Elodie Caillat Samantha Schoeffel      | 2–6, 6–2, [6–10]       |
| 4.  | 29 marzo 2008     | ITF Women's Circuit Cairo, Il Cairo              | Terra rossa     | Anna Savic'kaja        | Galina Fokina Oksana Kalašnikova       | 6(7)-7, 4-6            |
| 5.  | 27 settembre 2008 | Open GDF SUEZ Clermont-Ferrand, Clermont-Ferrand | Cemento (i)     | Samantha Schoeffel     | Ksenija Lykina Vivienne Vierin         | 3–6, 2–6               |
| 6.  | 11 ottobre 2008   | Womens Futures Real Club de Polo, Barcellona     | Terra rossa     | Samantha Schoeffel     | Kristi Miller Lucía Sainz              | 7–6(5), 6(6)–7, [7–10] |
| 7.  | 7 marzo 2009      | ITF Women's Circuit Giza, Giza                   | Terra rossa     | Marlot Meddens         | Fatima El Allami Oksana Kalašnikova    | 4-6, 2-6               |
| 8.  | 14 marzo 2009     | ITF Women's Circuit Giza, Giza                   | Terra rossa     | Sandra Zaniewska       | Galina Fokina Al'jona Sotnikova        | 6–4, 3–6, [10–8]       |
| 9.  | 14 giugno 2009    | Coldec Open, Apeldoorn                           | Terra rossa     | Neda Kozić             | Richèl Hogenkamp Nicolette Van Uitert  | 3-6, 7-6(9), [8-10]    |
| 10. | 26 febbraio 2017  | Winter Moscow Open, Mosca                        | Cemento (i)     | Ekaterina Jašina       | Vera Lapko Dajana Jastrems'ka          | 5-7, 3-6               |
| 11. | 8 aprile 2017     | Forte Village International Tournament, Pula     | Terra rossa     | Sandra Zaniewska       | Alice Matteucci Camilla Rosatello      | 1-6, 3-6               |
| 12. | 4 agosto 2017     | Open Castilla y León, El Espinar                 | Cemento         | Ayla Aksu              | Quinn Gleason Luisa Stefani            | 3-6, 2-6               |
| 13. | 28 luglio 2018    | Advantage Cars Praga Open, Praga                 | Terra rossa     | Kimberley Zimmermann   | Cornelia Lister Nina Stojanović        | 2-6, 6-3, [8-10]       |
| 14. | 14 luglio 2019    | Reinert Open, Versmold                           | Terra rossa     | Ankita Raina           | Amina Anšba Anastasia Dețiuc           | 6–0, 3–6, [8–10]       |
| 15. | 26 ottobre 2019   | National Bank Challenger Saguenay, Saguenay      | Cemento (i)     | Samantha Murray Sharan | Mélodie Collard Leylah Annie Fernandez | 6(3)-7, 2-6            |
| 16. | 9 ottobre 2021    | Women's Lima, Lima                               | Terra rossa     | Victoria Rodríguez     | Carolina Meligeni Alves Andrea Gámiz   | 3-6, 6(2)-7            |
| 17. | 22 gennaio 2022   | World Tennis Tour Movistar LG, Manacor           | Cemento         | Quirine Lemoine        | Anastasia Dețiuc Jana Sizikova         | 2-6, 3-6               |
| 18. | 26 novembre 2022  | Kyotec Open, Pétange                             | Cemento (i)     | Rosalie van der Hoek   | Magali Kempen Xenia Knoll              | 0-6, 4-6               |
| 19. | 14 gennaio 2023   | GB Pro-Series Loughborough, Loughborough         | Cemento (i)     | Justina Mikulskytė     | Viktória Morvayová Anna Sisková        | 3-6, 7-6(3), [6-10]    |
| 20. | 26 aprile 2025    | Axion Open, Chiasso                              | Terra rossa     | Inès Ibbou             | Alicia Barnett Elixane Lechemia        | 2-6, 3-6               |